# Brasserie Saint-Monon
 (avril 2021).
Si vous disposez d'ouvrages ou d'articles de référence ou si vous connaissez des sites web de qualité traitant du thème abordé ici, merci de compléter l'article en donnant les références utiles à sa vérifiabilité et en les liant à la section « Notes et références ».
La Brasserie Saint-Monon est une ferme-brasserie artisanale située à Ambly, en Belgique dans la commune de Nassogne dans la province de Luxembourg.

## Histoire
Le nom de la brasserie fait référence à l'ermite Monon d'origine irlandaise, à qui l'on attribue l'évangélisation de  la région de Nassogne. Cela se situe au VIIe siècle. Assassiné par les habitants de la région (ou bandits?) il est considéré comme saint dans la tradition catholique. Liturgiquement il est commémoré le 18 octobre.
La brasserie ouvre en 1996, à l'initiative de Pierre Jacob, alors fraîchement diplômé d'agronomie. Ses parents, cultivateurs, accueillent dans la ferme familiale les premières cuves et les premiers brassins. D'essais en prix locaux, régionaux puis internationaux, les différentes bières produites à Ambly se sont progressivement fait une place sur le marché local et étranger, peinant toutefois à conquérir le marché national.

## Iconographie
Très simple, et même caricaturale, l'imagerie de la brasserie Saint-Monon condense son terroir villageois, son activité brassicole et le rappel hagiographique de Saint-Monon. Les étiquettes des différentes bières présentent toutes la même image d'un moine tonsuré en robe de bure (vu en plan rapproché), tenant une chope de bière de la main droite. À l'arrière-plan, deux cochons paissent, rappelant une anecdote de la vie de l'ermite éponyme, dans un paysage bucolique présentant un village entouré de bois, à l'horizon.

## Bières
La Saint-Monon se décline en trois versions, ambrée, brune et parfumée au miel. Toutes trois ont été primées lors de concours agricoles ou brassicoles en Europe et aux États-Unis. Récemment, une quatrième bière, produite pour les fêtes de fin d'année, est apparue pour compléter la gamme. Ces bières sont en général commercialisées en bouteilles de 33 cl capsulées et de 75 cl bouchonnées ainsi qu'en fûts de 20 et 30 litres.
- La Saint-Monon ambrée est une bière avec un arôme très houblonné et titre 6,5 % de volume d'alcool.
- La Saint-Monon brune a obtenu le Premier prix des bières wallonnes à Soignies en 1998, la Médaille d'or internationale à Chicago en 1998 ainsi que le Fouquet d'argent à Saint-Nicolas-de-Port en 2007. Elle a un goût profond de malt chocolat et titre 7,5 % de volume d'alcool.
- La Saint-Monon au Miel titre 8 % de volume d'alcool.
- La Saint-Monon de Noël (Cuvée spéciale) titre 7,5 % de volume d'alcool.

Outre les bières propres à la brasserie, la maison brasse également des bières à façon pour le compte de tiers, généralement des confréries locales ne disposant pas d'installations adéquates mais possédant une recette traditionnelle. Parmi celles-ci, on peut citer :
- La "Sans Grade", bière ambrée titrant 6,5 %, équilibrée entre amertume et douceur et brassée pour Mont-Saint-Guibert (Brabant Wallon) et sa région.
- Li Berwette, bière ambrée titrant 8 % de volume d'alcool.
- Li Berwette di Noyè, bière brune de saison de haute fermentation et refermentée en bouteille titrant 8,5 % de volume d'alcool. Ces deux bières ainsi que la Meuuh sont brassées pour la confrérie de Busson à Buissonville.
- La Cervoise de l'Avouerie d'Anthisnes, bière ambrée titrant 6 % de volume d'alcool.
- La Cuvée Ermesinde, bière ambrée titrant 7,8 % de volume d'alcool.
- La Cuvée Gerpinnoise blonde, bière de haute fermentation titrant 7 % de volume d'alcool.
- La Cuvée Gerpinnoise brune, bière de haute fermentation titrant 9 % de volume d'alcool.
- La Dragon, bière de couleur verte brassée pour la société A Vî Ramon à Oizy et titrant 6,5 % de volume d'alcool.
- La Gatte d'Or blonde, bière de haute fermentation titrant 7 % de volume d'alcool et brassée pour la confrérie de la Gatte d'Or à Hamois
- La Gatte d'Or brune, bière de haute fermentation titrant 7 % de volume d'alcool.
- La Meuuh, bière blanche titrant 5,5 % de volume d'alcool.
- La Ripailleuse, bière ambrée titrant 6,5 % de volume d'alcool.
- La Tania, bière de Hotton, blonde ambrée titrant 6,5 % de volume d'alcool inspirée par l'héroïne de BD Tania dessinée par Pierre-Emmanuel Paulis.
- La 1673, bière des Mousquetaires, bière blonde titrant 7 % de volume d'alcool commercialisé par la ferme d'Artagnan de Haccourt.